# Faba Forest Park
Der Faba Forest Park ist ein Waldgebiet im westafrikanischen Staat Gambia.

## Topographie
Das 567 Hektar große Waldgebiet liegt in der Lower River Region im Distrikt Kiang West und wurde wie die anderen Forest Parks in Gambia zum 1. Januar 1954 eingerichtet. Das rund 3700 Meter lange ungefähr 1800 Meter breite Gebiet liegt auf der westlichen Seite der South Bank Road, Gambias wichtigster Fernstraße, rund 38 Kilometer östlich von der Stadt Soma und auch 38 Kilometer westlich von Bwiam entfernt.
Ganz in der Nähe, nördlich vom Faba Forest Park befindet sich der 1987 eingerichtete Kiang West National Park.